# Julius Hodge
Julius Melvin Hodge (Harlem, Nueva York; 18 de noviembre de 1983) es un exjugador de baloncesto y actual asistente técnico estadounidense y nacionalidad antiguano.

## Trayectoria deportiva
Jugó, antes de ir a la universidad, en el mítico Rucker Park de Harlem, donde era apodado "Da Jules of Harlem on His Way 2 Stardom" (el Jules de Harlem en su camino hacia el estrellato).

### Universidad
Jugó para los Wolfpack de la Universidad de North Carolina State. En su primer año fue el novato con mejor porcentaje de anotación de la ACC, al promediar 10,7 puntos por partido. En la temporada 2002-2003 consiguió el primer triple-doble de la historia de los Wolfpack, acabando el año en el mejor quinteto de la conferencia, algo que superaría en la temporada siguiente al ser nombrado Baloncestista del año de la ACC.

### Profesional

#### NBA
Fue elegido en la primera ronda del Draft de la NBA de 2005, en el puesto 20, por los Denver Nuggets, pero solamente disputó 14 partidos, con apenas 2,6 minutos de juego en cada uno, promediando 0,9 puntos por partido. Fue enviado a los Colorado 14ers, equipo afiliado de los Nuggets en la NBA Development League, siendo recuperado meses más tarde.
El 5 de enero de 2007 jugó su primer partido como titular ante Los Angeles Lakers, pero seis días más tarde fue trasladado a Milwaukee Bucks junto con Earl Boykins a cambio de  Steve Blake, donde tras jugar 28 minutos en 5 partidos, fue apartado del equipo.

### Entrenador
El 18 de mayo de 2015, el entrenador de los Buffalo Bulls Nate Oats, anuncia que Hodge será el encargado del desarrollo de jugadores en la State University of New York at Buffalo.
El 29 de marzo de 2016, Hodge se une a su entrenador universitario, Herb Sendek como asistente de los Santa Clara Broncos (Santa Clara University).
Después de dos años en la Universidad de Santa Clara, el 26 de abril de 2018, se une al cuerpo técnico de San Jose State Spartans, junto a Jean Prioleau.

## Selección nacional
Hodge jugó con la selección de Antigua y Barbuda en el Caribebasket de 2011.

## Estadísticas de su carrera en la NBA

### Temporada regular
| Año     | Equipo    | PJ | PT | MPP | %TC  | %3P | %TL   | RPP | APP | ROB | TPP | PPP |
| ------- | --------- | -- | -- | --- | ---- | --- | ----- | --- | --- | --- | --- | --- |
| 2005–06 | Denver    | 14 | 0  | 2.4 | .385 | -   | .375  | .5  | .4  | .1  | .0  | .9  |
| 2006–07 | Denver    | 4  | 1  | 9.3 | .400 | -   | 1.000 | .8  | 2.5 | .8  | .0  | 1.5 |
| 2006–07 | Milwaukee | 5  | 0  | 5.6 | .571 | -   | .500  | 1.0 | .4  | .2  | .0  | 1.8 |
| Total   | Total     | 23 | 1  | 4.3 | .440 | -   | .500  | .7  | .8  | .3  | .0  | 1.2 |

## Vida personal
El 8 de abril de 2006, mientras circulaba por una autopista a las 2 de la madrugada, un coche se puso a su altura y un individuo le disparó con una pistola, alcanzándole 5 disparos en la pierna. El caso está todavía sin resolver.